# Charles Alzieu
Charles Alzieu, né le 6 novembre 1904 et mort le 19 septembre 1963 à Bordeaux, est un athlète français spécialiste du saut en longueur. Il a été champion de France 1929 de la discipline (7,00 m) et a participé aux Jeux olympiques d'été de 1928 (27e).